# توالی‌یابی کل ژنوم
توالی‌یابی کل ژنوم (به انگلیسی Whole genome sequencing)
(که WGS نیز نامیده می‌شود) فرایند تعیین توالی دی ان ای کل ژنوم یک ارگانیسم در یک زمان واحد است. تعیین توالی کل ژنوم، دی ان ای کروموزومی و میتوکندریایی را در بر می‌گیرد. همچنین در مورد گیاهان، دی ان ای موجود در کلروپلاست نیز باید در نظر گرفته شود.
توالی یابی کل ژنوم به‌طور گسترده به عنوان یک ابزار تحقیقاتی استفاده می‌شود. در آینده پزشکی شخصی، اطلاعات توالی کل ژنوم ابزاری مهم برای کمک به اختلالات پزشکی خواهد بود.
توالی یابی کامل ژنوم نباید با پروفایلینگ دی ان ای که تنها احتمال بیماری‌های خاص را تعیین می‌کند اشتباه گرفته شود. علاوه بر این تعیین توالی کامل ژنوم نیز نباید با روش‌های که زیرمجموعه‌های خاص ژنوم را تعیین توالی می‌کنند مانند روش‌های تعیین توالی اگزوم (%۱ از ژنوم) یا بررسی ژنوتیپ SNP (<۰٫۱ از ژنوم) اشتباه گرفته شود.

## جزئیات آزمایشی

#### سلول‌های استفاده شده برای تعیین توالی
نمونه‌هایی همچون بزاق، سلول‌های اپی تلیال، مغز استخوان، مو (تا زمانی که دارای یک فولیکول مو باشد)، دانه‌ها، برگ‌های گیاه یا هر چیز دیگری که دارای سلول‌های حاوی دی ان ای باشد می‌تواند مواد ژنتیکی لازم برای تعیین توالی ژنوم کامل آن موجود را در اختیار قرار دهد.
توالی ژنوم یک سلول منفرد انتخاب شده از یک جمعیت سلولی می‌تواند با استفاده از فناوری‌های تعیین توالی ژنوم سلول منفرد تعیین شود.
تعیین توالی ژنوم سلول منفرد به عنوان روش تشخیص ژنتیکی پیش از لانه گزینی (در جایی که سلول جنینی به وسیلهٔ لقاح آزمایشگاهی ایجاد می‌شود) انجام می‌شود. با این کار جنین قبل از انتقال به داخل رحم مورد بررسی قرار می‌گیرد. پس از لانه گزینی، دی ان ای جنینی عاری از سلول می‌تواند به وسیلهٔ یک خونگیری ساده از مادر گرفته شود و برای تعیین توالی ژنوم انسانی استفاده شود.

#### تکنیک‌های اولیه
با وجود اینکه تعیین توالی به روش مویین (capillary sequencing) اولین روش تعیین توالی موفق ژنوم کامل یک ارگانیسم می‌باشد روشی بسیار گران‌قیمت است و استفاده از آن برای مقاصد تجاری بسیار زمان بر است. از سال ۲۰۰۵ تعیین توالی به روش موئین به‌طور پیشرونده ای با فناوری‌های تعیین توالی بالقوه مانند تعیین توالی رنگ IIIumina، پیروسکوئنسینگ و تعیین توالی SMRT جایگزین شده‌است.
دیگر تکنیک‌های در حال ظهور که به منظور توالی یابی کل ژنوم استفاده می‌شود شامل فناوری نانوحفره (nanopore technology) می‌باشد.

#### تجزیه و تحلیل
تعیین توالی کل ژنوم می‌تواند توالی خام دی ان ای یک ارگانیسم را فراهم سازد. بر روی این توالی‌های خام، آنالیزهای بعدی انجام می‌شود تا بتوانیم به نتایج پزشکی و زیستی معنی دار دست پیدا کنیم.
از آن جاییکه تعیین توالی اطلاعات زیادی را فراهم می‌کند (به عنوان مثال در هر ژنوم دیپلوئید انسان حدود ۶ میلیارد جفت باز وجود دارد)، نتایج آن به صورت الکترونیکی ذخیره می‌شود.
به علت اینکه تجزیه و تحلیل داده‌های WGS کند می‌باشد، می‌توان از سخت‌افزارهای اختصاصی برای تسریع در روند استفاده کرد.

### تجاری سازی
تمام هزینه‌های تعیین توالی ژنوم کامل یک انسان به وسیلهٔ NHGRI محاسبه شده‌است.
تعدادی از شرکت‌های خصوصی و عمومی برای توسعه تعیین توالی ژنوم که به لحاظ تجاری برای تحقیقات و کاربردهای پزشکی قابل استفاده است، در حال رقابت هستند. این شرکت‌ها تحت حمایت مالی سرمایه‌گذاران، صندوق‌های تأمین‌کننده و بانک‌های سرمایه‌گذار می‌باشند.

### کاربردها
نرخ جهش:
تعیین توالی کل ژنوم، نرخ جهش برای کل ژنوم انسانی را برآورد می‌کند.
مطالعات ژنومی:
در تحقیقات، تعیین توالی کل ژنوم می‌تواند در یک مطالعه گسترده ژنومی یک پروژه با هدف تعیین تنوع ژنتیکی یا انواع مرتبط با یک بیماری یا دیگر فنوتیپ‌های مشابه استفاده شود.
کاربردهای تشخیصی:
در سال ۲۰۰۹ اولین توالی‌های ژنوم برای استفاده در پزشکی به منظور تعیین اشتباهات در افرادی که روش‌های استاندارد برای کمک به آنان شکست خورده بود منتشر شد.
در حال حاضر غربالگری نوزادان برای بیماری‌های دوران کودکی منجر به تشخیص اختلالات نادر شده و به این طریق می‌توان از اختلال جلوگیری کرد یا با تشخیص زودرس به درمان بهتر بیماری کمک کرد.